# 가와니시촌 (교토부 소라쿠군)
가와니시촌(일본어: 川西村)은 일본 교토부 소라쿠군에 설치되었던 촌이다. 현재의 세이카정에 해당한다.